# Anonymous 4
Anonymous 4 es un cuarteto neoyorquino de voces femeninas a capella. Principalmente interpreta música medieval, aunque también ha interpretado obras de compositores actuales, como John Tavener y Steve Reich.
Inicialmente, el grupo estuvo formado por Marsha Genensky, Susan Hellauer, Johanna Maria Rose y Ruth Cunningham. En 1998, Jacqueline Horner, sustituyó a Ruth Cunningham.
A lo largo de su carrera, han participado en numerosos festivales de música a lo largo de todo el mundo. En el año 2003 anunciaron que abandonarían las giras y las grabaciones, si bien subrayaron que se juntarían de nuevo para participar en ocasiones especiales.
El nombre del grupo proviene del de un musicólogo medieval de finales del siglo XIII; el nombre es «Anónimo IV», que es el de dos de los principales compositores de la Escuela de Notre Dame: Léonin y Pérotin.

## Discografía

### Álbumes originales
- 1993 — On Yoolis Night. Medieval carols[1] & motets. Harmonia Mundi HMU 90 7099.
- 1994 — Love's Illusion. Montpellier Codex, 13th Century. Harmonia Mundi HMX 290 7109.
- 1995 — An English Ladymass. Ss. XIII y XIV. Canto y polifonía en honor a la Virgen María. Harmonia Mundi HMU 90 7080.
- 1995 — The Lily and the Lamb. Canto y polifonía de la Inglaterra medieval. Harmonia Mundi HMU 90 7125.
- 1995 — Voices of Light. Música del compositor Richard Einhorn.[2] Sony Music  62006
- 1996 — Miracles of Sant'Iago (Milagros de Santiago). Música del Códice Calixtino. Harmonia Mundi HMU 90 7156.
- 1996 — A Star in the East (Una estrella en oriente). Música húngara medieval de Navidad. Más tarde fue reeditado como Christmas Music from Medieval Hungary. Harmonia Mundi 395 7139.
- 1997 — 11,000 Virgins (Las once mil vírgenes).[3] Hildegard von Bingen. Harmonia Mundi HMU 90 7200.
- 1998 — A Lammas Ladymass. Canto y polifonía ingleses de los ss. XIII y XIV. Harmonia Mundi HMU 90 7222.
- 1999 — Legends of St. Nicholas (Leyendas de San Nicolás). Canto y polifonía medievales. Harmonia Mundi USA 907232.
- 1999 — 1000: A Mass for the End of Time (1.000: Misa para el fin de los tiempos). Harmonia Mundi HMU 90 7224.
- 2001 — The Second Circle (El segundo círculo). Canciones de amor de Francesco Landini. Harmonia Mundi HMU 907269.
- 2002 — La bele Marie. Canciones de la Francia del siglo XIII dedicadas a la Virgen. Harmonia Mundi HMU 90 7312.
- 2003 — Darkness into Light. John Tavener. The Bridegroom (El novio) y otras obras. Acompañados por el Chilingirian Quartet.[4] Harmonia Mundi HMU 90 7274.
- 2003 — Wolcum Yule. Villancicos y canciones célticos y británicas. Acompañadas por Andrew Lawrence-King.[5] Harmonia Mundi USA HMU 907325.
- 2004 — American Angels. Canciones de esperanza, redención y gloria. Harmonia Mundi HMU 907326
- 2005 — The Origin of Fire (El origen del fuego). Música y visiones de Hildegarda de Bingen. Harmonia Mundi USA HMU 90 7327.
- 2006 — Gloryland (El reino de la Gloria). Acompañadas por Darol Anger y Mike Marshall.[6] Harmonia Mundi USA HMU907400

### Álbumes recopilatorios
- 1997 — Anonymous 4 — Portrait. Harmonia Mundi HMX 290 7210.
- 2005 — Noël. Villancicos y cantos de Navidad. Harmonia Mundi HMX2907411.14. . Caja que agrupa los 4 CD: 
  - 1999 — Legends of St. Nicholas
  - 2003 — Wolcum Yule
  - 1993 — On Yoolis Night
  - 1996 — A Star in the East
- 2009 — Four Centuries of Chant. Harmonia Mundi HMX 290 7546.

### Álbumes recopilatorios junto con otros grupos
- 1995 — Ancient Voices. Vox sacra. Harmonia mundi HMX 290 608.
- 1995 — Les Très Riches Heures du Moyen-Âge — A Medieval Journey (Las muy ricas horas de la Edad Media - Un viaje medieval). Harmonia Mundi HMX 290 649 / 654 (6 CD).
- 2005 — Century, A History of Music, vol. 3: 1000 ans de chant Grégorien / Gregorian chant. Harmonia Mundi HMX 290 8165.
- 2005 — Century, A History of Music, vol. 5: La naissance de la Polyphonie / The Birth of Polyphony (el nacimiento de la polifonía). Harmonia Mundi HMX 290 8167.
- 2005 — Century, A History of Music, vol. 6: Le siècle de l'Ars nova / Ars Nova, A Revolution in the Late Middle Ages. Harmonia Mundi HMX 290 8168.
- 2005 — Century I: Toute la Musique Ancienne — Ancient Music. Harmonia Mundi HMX 290 8163 / 72 (10 CD). . Es una caja de 10 discos que incluye los 4 discos recopilatorios anteriores.